# Natur/teknik
Natur/teknik er et skolefag i den danske folkeskole fra 1. til 6. klasse bestående af elementer fra fagene biologi, geografi, fysik, kemi, orientering, sløjd. Siden 2015 kendt som natur/teknologi.
»Formålet med undervisningen i natur/teknik er, at eleverne opnår indsigt i vigtige fænomener og sammenhænge samt udvikler tanker, sprog og begreber om natur og teknik, som har værdi i det daglige liv.« (Fælles Mål 2009).
Et centralt element i natur/teknik, natur/teknologi, er elevernes selvaktivitet, eksperimenteren, erfaringer gennem »hands on« efter John Deweys princip om »learning by doing«.

## Tilsvarende undervisning i udlandet
En lang række skolefag er så traditionelle i afgrænsning og pensumfastlæggelse, at de stort set er ens i de fleste lande. Det drejer sig om fag som modersmålsundervisning, matematik, fremmedsprog, sport. Et afgrænsningsfænomen er, at fysik, kemi og astronomi er selvstændige fag i det danske gymnasium, hvorimod alle tre fag i folkeskolen er samlet i faget fysik/kemi. Faget natur/teknik er et fag med en særlig afgrænsning, der ikke direkte genfindes andre steder; men der findes særlige fagafgrænsninger, der minder meget om den danske.

### Norge
I 1997 blev natur-, miljø- og samfunnsfag (NMS) indført i Norge i de første skoleår (småskolen) som ét samlet fag. På mellemtrinnet er der natur- og miljøfag for sig og samfunnsfag for sig.
Før 1997 havde man orienteringsfag (O-fag), som bestod af elementer fra naturfag, samfundslære, historie og geografi.

### Sverige
I Sverige er teknik et af fagene i grundskolen, og indholdet er: affald og genbrug, computere og IT, elektroteknik, energi, film, foto, køretøjer og trafik, levnedsmiddelfremstilling, mekanik, teknikhistorie og opfindelser etc.
Teknik indgår også i forskolen og i nogle gymnasieretninger. Det blev et obligatorisk fag i Sverige i 1980.

### Tyskland
Technik (Teknik) er et selvstændigt undervisningsfag i nogle af de tyske forbundslande i hoved- og realskoler.
Wirtschaftskunde (Samfundslære) omfatter arbejds- og samfundsorientering samt økonomi.
Gesellschaftslehre (Samfundslære) indeholder elementer fra geografi, historie og socialvidenskab.
Heimatkunde (Hjemstavnslære) er et underskolefag omfattende nærområdets geografi, biologi, historie etc.
Sachkunde (Orientering i underskolen) er et fag, der kan indeholde undervisningsforløb som: brevets vej fra afsender til modtager; mælkens vej fra ko til morgenbord; fra minedrift til færdigt produkt. Elementerne er hovedsagelig fra biologi, fysik, kemi, elektronik, samfundslære og voksen almenviden m.v. Ligesom den danske natur/teknik er forløberen for biologi, geografi, fysik/kemi, så regnes Sachkunde (saglig viden) afhængig af forbundsland for fundamentet for den efterfølgende undervisning i: geografi, historie, biologi, socialvidenskab, samfundslære, fysik, kemi, elektronik, teknik.